# Nueva Texas

La bandera oficial de la bandera de los Estados Confederados de América en 1865, el año en el que Nueva Texas fue establecida.

Nueva Texas fue una colonia fundada en São Paulo, Brasil por los miembros de la Confederación después de su derrota en la Guerra Civil Americana. El líder de la colonia de  Nueva Texas fue Frank McMullen. Los colonos naufragaron en las costas de Cuba durante su primer intento de llegar a Brasil, y durante su segundo intento consiguieron alcanzar las costas brasileñas. McMullen murió de tuberculosis dos años después del establecimiento de la colonia.

## Trasfondo
Siguiendo el final de la Guerra Civil Americana, muchos confederados decidieron huir de los recién unificados Estados Unidos. Esta inclinación fue incrementada por su resentimiento hacia los nuevos líderes opresivos "opresivos", también por las creencias de que las condiciones políticas y económicas sureñas se ralentizarían en la  Era de la Reconstrucción. Para algunos la opción sería la huida a otros países con la esperanza de conservar su modo de vida, incluyendo la esclavitud, pero como la emigración era una decisión costosa, no todos participaron. Además de esto, varios líderes confederados (incluyendo al general Robert E. Lee) no los animaron para abandonar el país. Uno de los destinos populares fue Brasil debido a que la esclavitud aún era legal, resultando en la emigración de 20000 personas emigrando desde el Sur.

## Asentamiento inicial
En 1865, Frank McMullen salió hacia Brasil con 154 antiguos ciudadanos de la Confederación con esperanzas de comenzar una colonia exitosa. Tomaron ventaja de las laxas leyes de inmigración de Brasil en aquel tiempo. El Emperador de Brasil, en ese momento,Pedro II, alentado activamente proporcionó asistencia financiera y tierras a los sureños. McMullen decidió iniciar su asentamiento en un territorio  al Sur de São Paulo, que condujo a la fundación oficial de Nueva Texas.